# Zadní hraniční vrch
Zadní hraniční vrch (německy Grenzberg, polsky Graniczny Wierch) je vrchol v České republice ležící v pohoří Orlické hory, v podcelku Mladkovská vrchovina, okrsku Pastvinská vrchovina. Některými zdroji je vrch zařazován do Bystřických hor.

## Poloha
Zadní hraniční vrch se nachází na státní hranici mezi Českou republikou a Polskem severovýchodně od obce Mladkov asi 8,5 kilometru západně od města Králíky a asi 3 kilometry východně od nejvyššího vrcholu Mladkovské vrchoviny Adamu. Je součástí rozsochy vybíhající z hlavního hřebenu vrchoviny východním směrem. V jejím rámci ho od západně ležícího Předního hraničního vrchu odděluje jen mělké sedlo, východním směrem pak hřeben klesá přes Dvorský vrch do Kladské kotliny. Severní a jižní svah vykazují větší převýšení.

## Vodstvo
Vrch se nachází na hlavním evropském rozvodí Severního a Baltského moře. Jižní a západní svahy odvodňují levé přítoky Tiché Orlice, severní svah levé přítoky Kladské Nisy.

## Vegetace
Jižní český svah vrchu je zalesněn, na severním se nacházejí nevelká pole. Hranice lesa přibližně odpovídá průběhu státní hranice.

## Komunikace
Přes vrchol prochází po pěšině vedená zeleně značená polská turistická trasa kopírující průběh státní hranice. Lesní masív na jižní straně vrchu je obsluhován asfaltovou komunikací přicházející od Mladkova.